# Krigsåret 1887

## Pågående krig
- Mahdistupproret (1881-1899)

## Händelser
- 6 januari – Slaget vid Chelenqo
- 26 januari – Slaget vid Dogali

## Födda
- 1 januari - Wilhelm Canaris, tysk amiral, chef för militära underrättelseväsendet i Nazi-Tyskland. (d 1945)
- 2 juni - Gottlieb Hering, tysk SS-officer.
- 18 juli - Vidkun Quisling, norsk nazist och landsförrädare. (d 1945)
- 31 oktober - Chiang Kai-shek,kinesisk militär och statsman. (d 1975)
- 13 november - Wilhelm Kube, tysk SS-officer.
- 24 november - Erich von Manstein, tysk generalfältmarskalk. (d 1973)
- 6 december - Martin Ekström, svensk militär och nazistisk politiker. (d 1954)

## Avlidna
- 23 februari – Michael Seymour, brittisk amiral.
- okänt datum – Rafael Echagüe, spansk general.